# Маго-Ерды
Маго-Ерды или Маго-Ерд — древнее святилище в Ингушетии. Расположено в Джейрахском районе.

## Общие сведения
Святилища-здания в Ингушетии принято классифицировать на языческие и христианские. Последние идентифицируются как храмы, либо как храмы-святилища, что подчеркивает двойственность их происхождения и культового назначения. Собственно, нет ни одного культового памятника, который функционировал бы как сугубо христианский. Христианские храмы, как правило, основывались на месте бывших языческих святилищ, а после упадка христианства в горах вновь возвращались к своему первоначальному назначению. К числу таких храмов-святилищ относится и Маго-Ерд.
Оно находится в полукилометре от башенного селения Магате (Маготе) на краю огромного обрыва и названо в честь легендарного ингушского мудреца Маго, согласно легенде, им же и построено. Поблизости находится меньшее и в настоящее время полуразрушенное святилище Сеска Солса-Ерда, названное в честь легендарного героя нартского эпоса ингушей — Сеска Солсы.
Возможно, что топоним Магате (МагӀате) и храм-святилище Маго-Ерд появились в горах Ингушетии после разрушения монголами города Магаса в 1238-1239 гг. Этот топоним мог мигрировать в горы вместе с частью плоскостного аланского населения, бывших жителей Магаса. Некоторые исследователи отмечают, что появление в горах Ингушетии Маго-Ерды связано с миграцией в горы плоскостных алан.
До недавнего времени оно редко посещалось туристами. 23 сентября 2016 года появилось сообщение о планирующемся в Ингушетии на 27 сентября массовом турпоходе ста человек к святилищу с целью его популяризации.

## Легенды
По легенде, святилище было построено легендарным героем-мудрецом Маго, который пришёл из иной страны, стал прародителем нескольких кавказских родов и похоронен неподалёку. В честь него оно и было названо. Относительно Сеска-Солса-Ерды легенда утверждает, что от этого места по ночам исходил свет, яркость которого была достаточной для того, чтобы шить.

## Другие святилища
Известнейшей культовой постройкой в горах Ингушетии является храм Тхаба-Ерды. Кроме него и Маго-Ерды, существуют, однако, ещё несколько подобных объектов, в разной степени сохранившихся до наших дней.